# IEEE 802.11ac
IEEE 802.11ac és una modificació de l'estàndard 802.11 per WLAN desenvolupat pel grup de treball 11 del comitè d'estàndards LAN/MAN del IEEE (IEEE 802), que amplia la velocitat de transmissió en la banda ISM de 5 GHz. IEEE 802.11ac fou ratificat el desembre del 2013.
IEEE 802.11ac és una millora d'IEEE 802.11n.IEEE 802.11ac aconsegueix velocitats d'almenys 1 Gigabit per segon en multi enllaç, i de 500 megabit per segon en enllaç únic. Les eines que implementa són una major amplada de banda (160 MHz) i més canals MIMO (fins a 8), MIMO multi usuari (fins a 4 clients) i modulacions d'alta densitat (256-QAM).
La nova banda de 5 GHz li aplica la norma ETSI EN 301 893 a la CE.
La banda de 2,4 GHZ li aplica la norma ETSI EN 300 328 a la CE.

## Característiques
IEEE 802.11ac introdueix les següents noves tecnologies:
- Canals expandits fins a 160 MHz o mínim de 80 MHz.
- Més canals o streams espacials fins a 8.
- MIMO multi usuari (fins a 4 clients).
- Modulacions d'alta densitat (256-QAM).
- Beamforming o conformació de feixos.
- Múltiples antenes, rebent i transmetent simultàniament.
- Space-division multiple access (SDMA) o Accés múltiple per divisió d'espai.

## Exemple de configuracions
| Escenari comercial | Producte                                                      | Velocitat capa física                                                                                                  | Velocitat agregada |
| --- | ------------------------------------------------------------- | --- | ------------------ |
| Punt Accés d'una antena, Estació base d'una antena, 80 MHz                                                                             | portàtil de mà                                                | 433 Mbit/s | 433 Mbit/s         |
| Punt Accés de 4 antenes, Estació base de 2 antenes, 80 MHz                                                                             | Tablet, portàtil                                              | 867 Mbit/s | 867 Mbit/s         |
| Punt Accés d'una antena, Estació base d'una antena, 160 MHz                                                                            | portàtil de mà                                                | 867 Mbit/s | 867 Mbit/s         |
| Punt Accés de 3 antenes, Estació base de 3 antenes, 80 MHz                                                                             | portàtil, PC                                                  | 1.27 Gbit/s | 1.27 Gbit/s        |
| Punt Accés de 2 antenes, Estació base de 2 antenes, 160 MHz                                                                            | Tablet,portàtil                                               | 1.69 Gbit/s | 1.69 Gbit/s        |
| Punt Accés de 4 antenes, Estació base de 4 anteness, 160 MHz (MU-MIMO)                                                                 | portàtil de mà                                                | 867 Mbit/s a cada estació                                                                                              | 3.39 Gbit/s        |
| Punt Accés de 8 antenes, 160 MHz (MU-MIMO) - Un Punt Accés de 4 antenes - Un Punt Accés de 2 antenes - Dos Estacions base d'una antena | Digital TV, Set-top Box, Tablet, portàtil, PC, portàtil de mà | - 3.39 Gbit/s per Estació de 4 antenes - 1.69 Gbit/s per Estació de 2 antenes - 867 Mbit/s per cada Estació d'1 antena | 6.77 Gbit/s        |
| Punt Accés de 4 antenes, 4 Punts Accés de 2 antenes 160 MHz (MU-MIMO)                                                                  | Digital TV, tablet, portàtil, PC                              | 1.69 Gbit/s a cada estació                                                                                             | 6.77 Gbit/s        |